# Битва за Долинское
Битва за Долинское — одно из первых крупных столкновений в Первой чеченской войне, которое произошло в селе Долинское, расположенном в 25 километрах к северо-западу от Грозного. Российские войска, находившиеся на подступах к Грозному, под Долинским понесли первые боевые потери в прямом столкновении с дудаевской армией.

## Предыстория
Во время вывода войск с территории Чечни, после провозглашения Дудаевым независимости, в 1991—1992 годах, 16 боевых машин БМ-21 «Град» и около 1000 НУРС к ним были захвачены чеченскими боевиками на складах и военных базах бывшей Советской армии. Захваченные РСЗО были включены в состав армии самопровозглашённой Чеченской Республики Ичкерия. 11 декабря 1994 подразделения Минобороны и МВД России вошли на территорию Чечни на основании указа президента РФ Бориса Ельцина «О мерах по пресечению деятельности незаконных вооружённых формирований на территории Чеченской Республики и в зоне осетино-ингушского конфликта».

## Битва
Битва началась 12 декабря 1994 года, когда 6 офицеров ВДВ (включая двоих полковников) погибли и 13 были ранены в результате обстрела колонны ВДВ из РСЗО «Град», установленных около одного из крупнейших нефтеперерабатывающих заводов Чечни. Нападение было совершено на колонну техники сводного парашютно-десантного полка (2 батальона 51 ПДП и 137 ПДП по 4 роты в каждом) 106-й воздушно-десантной дивизии и 56-й десантно-штурмовой бригады.
Состав колонны:
- Танк 141 отд. танковой бригады

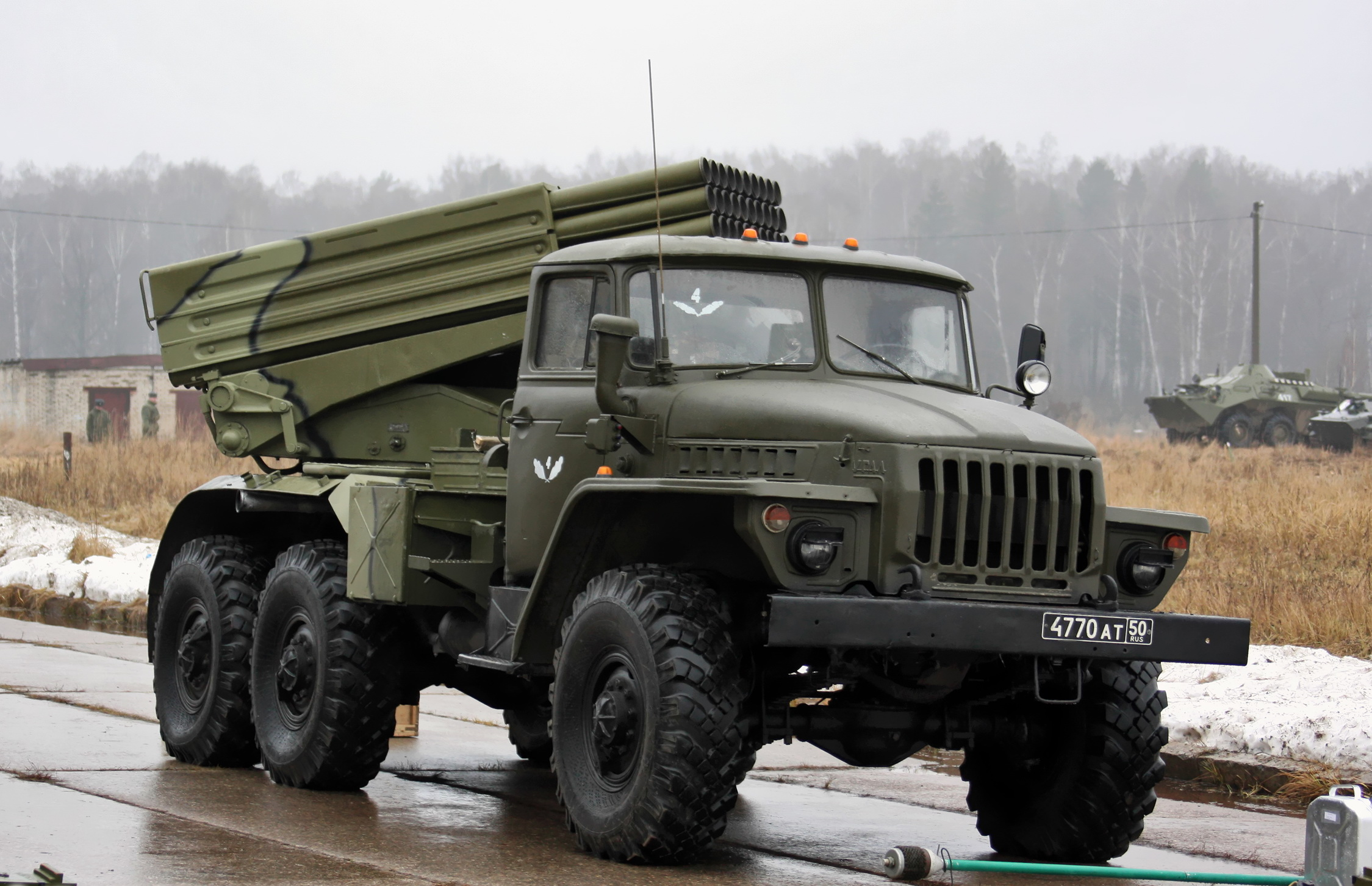
РСЗО БМ-21 «Град»

- Сводный парашютно-десантный батальон (пдб) 137 ПДП
- Сводный пдб 51 ПДП
- Самоходный артиллерийский дивизион 1142 артполка
- Противотанковая артиллерийская батарея 1142 артполка
- Зенитная ракетная батарея 56 отдельной воздушно-десантной бригады
- Сводный пдб 56 отдельной воздушно-десантной бригады

Боец Вахи Арсанов на собственных «Жигулях» проехал через все блок-посты под видом местного жителя, собрал необходимую информацию и вернулся к Арсанову. Тот немедленно обратился к Аслану Масхадову и попросил выделить одну из имевшихся установок залпового огня «Град». После этого бойцы Арсанова в ночное время приехали на господствующую высоту у Долинска. По утверждению генерала Куликова, чеченцы «не имели никаких приборов наведения и прицеливались через ствол».
12 декабря на подходе к Долинску группировка войск 106-й дивизии шла вместе с внутренними войсками. Руководил ею генерал-лейтенант зам. ком. ВДВ по БП Алексей Алексеевич Сигуткин.
Незадолго до удара разведка обнаружила чеченские «Грады», которые были готовы для нанесения ударов по российским позициям, однако командование не смогло воспользоваться разведданными. Рассказывает полковник Павел Яковлевич Поповских — начальник разведки Воздушно-десантных войск в 1990—1997:
«Колонну сопровождала пара вертолётов Ми-24, которые вели воздушную разведку и при необходимости могли наносить удары НУРСами. Полётами вертолётов управлял командующий авиацией СКВО генерал Иванников, который находился в Моздоке на Центре боевого управления авиации Северо-Кавказского военного округа. Кроме экипажей в вертолётах находились офицеры-разведчики 45-го полка специального назначения ВДВ. С ними радиосвязь поддерживал начальник оперативно-разведывательного отделения полка майор В. Л. Ерсак.
На окраине Долинского именно наши разведчики обнаружили отряд противника, пару танков и пусковую установку БМ-21 „Град“, которые были укрыты за строениями. Пилоты и разведчики, каждые по своим каналам, докладывают командованию группировки о противнике, в том числе и об установке БМ-21 «Град» и танках, указывают их местоположение. Генерал Алексей Сигуткин немедленно разворачивает колонну в боевой порядок и даёт команду вертолётам на поражение выявленных целей. Но у вертолётчиков есть свой прямой начальник!.. Командир звена докладывает генералу Иванникову и просит у него разрешения нанести удар на поражение. Иванников отвечает: „Подождите, я спрошу у Главного“. Главным у Иванникова был генерал Митюхин. Буквально через минуту Иванников передаёт пилотам приказ Митюхина, запрещающий наносить удар по выявленным целям, мотивируя это решение наличием в том месте нефтепровода.
Сигуткин дает команду своим разведчикам и артиллеристам на доразведку и подавление целей. Но пересечённый рельеф местности и расстояние не позволили сразу непосредственно увидеть противника и немедленно дать огневым средствам целеуказание на поражение. В это время вертолёты, которые по плану должны меняться каждые два часа, уходят на замену. Пока другая пара ещё не заняла своё место в боевом порядке, один танк противника выходит из-за укрытия и становится на противоположном от Сигуткина склоне хребта, указывая расчёту установки БМ-21 «Град» направление стрельбы. После этого установка производит залп всеми своими сорока ракетами калибра 122 мм каждый. От этого залпа было прямое попадание реактивного снаряда в автомобиль „Урал“ и машину управления огнём артиллерии. В ней находился полковник Фролов, начальник артиллерии 106-й воздушно-десантной дивизии, экипаж самой машины и старший офицер из штаба воздушно-десантных войск полковник Алексеенко. Так одновременно погибло шесть человек.

На ЦБУ митюхинская генеральская команда тут же попыталась обвинить во всём десантников генерала Алексея Сигуткина. Он якобы не вёл разведку, медлил, не управлял войсками… Но все доклады, переговоры и команды в радиосети вертолётов записывались на плёнку майором Ерсаком. Им было чётко зафиксировано, что установка была обнаружена вовремя и могла быть уничтожена на месте по команде генерала А. Сигуткина, если бы не последовал прямой приказ Митюхина, запрещающий пилотам вертолётов открывать огонь на поражение. Я вынужден был предъявить эти записи и показать истинного виновника гибели наших солдат и офицеров. Вскоре Митюхина на посту командующего группировкой сменил генерал Анатолий Квашнин — будущий начальник Генерального Штаба ВС РФ.» 
Как об этом вспоминал начальник штаба сводного пдп 106 вдд полковник Михаил Жданеня: «Едва залетаю в машину и заворачиваем за бугор, по броне словно молотом…» В этот момент погибли полковники Николай Фролов — начальник артиллерии дивизии и Евгений Алексеенко из штаба артиллерии ВДВ"13, сидевшие на броне.

Боец 1 птабатр 1182 ап:: 
«Колонна обычно шла, преодолевая нагорье по мокрой глинистой дороге. Вдруг мы услышали очень громкие разрывы, это было рядом. … Все рванули на высоту. Картина открывалась мрачная. Несмотря на то что колонна растянулась, под обстрелом оказались 3 БМД, 2 Урала и ГАЗ-66 с ЗУ-23 (это был первый расчёт нашей батареи). Одна БМД стояла развороченная, вторая со сбитым траком пыталась куда-то двигаться, третья же вообще горела. Уралы не подавали признаков жизни, шишига же напротив активно пыталась выехать из воронки. Покинутая ЗУ стояла на колёсах…К тому времени к нам на высоту смог подняться Урал, вроде с туляками — это был расчёт СПГ, и Урал с гаубицей. Вся остальная колонна стояла. Последним на нашу высотку заскочил уазик связи. В кабине находился подполковник Варцаба. Посмотрев в бинокль на происходящее он приказал гаубице развернуть орудие и приготовиться к бою. Связисту же связаться с командованием. „Со стороны нефтебазы наша колонна была обстреляна, разрешите открыть ответный огонь?“ Ответ был отрицательным. Он ещё раз повторил запрос. На этот раз он выпрыгнул из кабины бросив трубку в связиста. -„Я этого приказа не слышал. Ломай свою шарманку.“ И повернувшись к гаубице — „Заряжай!“ Прямое попадание было со второго выстрела, одна из труб нефтебазы покачнулась и упала.»
Ст. наводчик ЗУ зрбатр 56 овдбр Владимир:
«Прервал корректировку подполковника крик капитана: — нас атакуют! Я развернул стволы и посмотрел вниз. Из за дыма было видно не очень, но явно что слева, как раз куда оттягивались уцелевшие, из под холма довольно быстро движется техника разворачиваясь в цепь. Варцаба приказал СПГ к бою, а гаубице и мне выйти на прямую наводку. Я чётко различил контур танка, он шёл первым и прямо на нас. Остальную броню я посчитал за БМП, о чём сразу доложил. В ответ лишь — вижу…

К счастью, эта техника оказалась нашей 51 пдп. Голова колонны, развернулась и вернулась к месту обстрела обойдя холм. Мы же их и посчитали наземной группой после арт. подготовки и чуть не открыли огонь. Хорошо кто-то заметил противоминный трал перед танком, как это было на нашем.

И только через минут 30 прилетели вертушки. Пара Ми-24. Облетели нефтебазу, затем куда-то к лесу и там выпустили несколько НУРСов. В общем недалеко от места обстрела мы и заняли оборону, и пару дней там торчали.»
Именно эти залпы «Град» были показаны по Центральному телевидению оператором компании НТВ, который в это время находился в боевых порядках чеченцев на западной окраине Долинска. Российская сторона немедленно ответила авиаударами с боевых вертолётов и самолётов по позициям чеченцев. Установка «Град», которой был нанесён удар по российским войскам, была обнаружена спустя 3 дня разведкой ВДВ в Старопромысловском районе и уничтожена ракетно-артиллерийским ударом.
17 декабря дудаевцы атаковали части 106-й ВДД в районе посёлка Долинский. Оборону тыловой части колонны организовал начальник бронетанковой службы майор Аникушкин А. В. В ходе боя была подбита БМД. Аникушкин на приданном танке прикрыл её и обеспечил эвакуацию экипажа. Огнём из боевой машины уничтожил четырёх боевиков и подавил огневую точку противника. Сам Аникушкин, однако, получил тяжелую контузию и ожоги, но до конца оставался в строю. В том же районе на мине подорвалась инженерная машина разграждения (ИМР) (экипаж: ст. лейтенант Дедков Г. Л., рядовые Латыпов А. Р., Варламов А. А., Гончаров А. А.). Командир машины ст. лейтенант Дедков получил множественные осколочные ранения и был эвакуирован своим экипажем в безопасное место. Рядовые Латыпов и Гончаров отправились за помощью на ближайший блок-пост, а рядовой Варламов остался с раненным офицером. Видя это, боевики попытались захватить раненого старшего лейтенанта. В течение получаса рядовой Варламов, защищая своего командира, вел огневой бой против семи боевиков, уничтожив двоих из них, пока не подоспела помощь. «Четверо суток полк [51-й ГвПДП] вел ожесточенные бои с мятежниками под Долинским, отразил до десятка атак боевиков, уничтожил два танка, один БТР, около 60 мятежников. Артиллерийская батарея под командованием майора Куликова В. М. уничтожила три установки „Град“». Но вот некоторые журналисты того времени видели ситуацию под Долинским в несколько ином свете. Так, например, Иван Болтовский в газете «Правда» писал: «Посёлок Долинский подожгли, сровняли с землей. И вот 18 декабря [1994 год]а оттуда был получен радиоперехват чеченцев: „Погибаем, но не сдаемся…“ И после этого „бандиты“ ещё несколько дней отбивались».
«Во дворе тюрьмы на окраине Долинского стояло несколько военных машин. Именно отсюда, судя по всему, и вырулили три установки „Град“, успевшие огрызнуться, прежде чем их уничтожила батарея майора Владимира Куликова. Навстречу вышел майор милиции — начальник тюрьмы: „Я такой же офицер, как и вы. В камерах одни насильники и убийцы, всех, кого посадил Дудаев, мы уже выпустили…“ Зеки же сказали другое: „Да они по вам стреляли“. Кому было верить? Пришлось запереть всех тюремщиков в камеру, а одного с ключом прихватить с собой, отпустив километров через пятнадцать. Как же обидно было потом узнать, что начальник тюрьмы и был главарем воевавшей под Долинским банды. В конце декабря стали под Грозным. Впереди — напичканный боевиками город, позади — ни тылов, ни путей подвоза…»

## Погибшие и раненые
В результате обстрела сводного парашютно-десантного полка чеченскими системами залпового огня «Град» погибли:
1. полковник Евгений Петрович Алексеенко (из штаба командующего ВДВ)
2. нач. РВиА 106 вдд полковник Николай Петрович Фролов
3. рядовой 1182 ап Александр Валерьевич Минеев (12.12.94)
4. мл. сержант 56 одбр Сергей Михайлович Щербаков (12.12.94)
5. мл. сержант 56 одбр Сергей Николаевич Ковыляев
6. рядовой 56 одбр Павел Владимирович Оборин
7. сержант 1182 ап Леонид Владимирович Мещаненко (умер 29.12.1994 в госпитале им. Бурденко)[13]

По словам начальника разведки ВДВ полковника П. Я. Поповских, было ранено 12 человек.

## Последствия
К 22 декабря 1994 года силы Ичкерии продолжали контролировать село. По словам одного из чеченских командиров, Хуссейна Иксанова, российские войска потеряли в битве до 200 человек убитыми. Командующий Объединённой группой войск (ОГВ) в Чечне генерал-полковник Алексей Николаевич Митюхин был отстранён от командования 20 декабря 1994 года. Первоначально, возглавить действующую армию было предложено генерал-полковнику Э. А. Воробьеву, но он отказался, за что был отправлен в отставку. Тогда приказом министра обороны России общее руководство взял на себя первый заместитель начальника Главного оперативного управления Генерального штаба Вооружённых сил России генерал-лейтенант Анатолий Васильевич Квашнин. Его заместителем и начальником штаба ОГВ стал генерал-лейтенант Л. Шевцов.